# Албания на летних Олимпийских играх 1996
Албания принимала участие в Летних Олимпийских играх 1996 года в Атланте (США) в третий раз за свою историю, но не завоевала ни одной медали. Сборную страны представляли 3 мужчины и 4 женщины, принимавшие участие в соревнованиях по вольной борьбе, велоспорту, лёгкой атлетике, стрельбе и тяжёлой атлетике.

## Состав олимпийской сборной Албании

### Борьба
Спортсменов — 1
Вольный стиль
| Спортсмен         | Категория | Первый круг               | 1/8                | 1/4                | Полуфинал          | Доп. схватки                    | Финалы               | Место |
| Спортсмен         | Категория | Соперник Результат        | Соперник Результат | Соперник Результат | Соперник Результат | Соперник Результат              | Соперник Результат   | Место |
| ----------------- | --------- | ------------------------- | ------------------ | ------------------ | ------------------ | ------------------------------- | -------------------- | ----- |
| Шкельким Троплини | До 100 кг | Олег Ладик (CAN) Пор. 0:7 | Не прошёл          | Не прошёл          | Не прошёл          | Давуд Магомедов (AZE) Пор. 0:10 | Завершил выступление | 18    |

### Велоспорт
Спортсменов − 1

#### Шоссейный велоспорт
Мужчины
| Спортсмен    | Гонка           | Время          | Место |
| ------------ | --------------- | -------------- | ----- |
| Бесник Мусай | Групповая гонка | Не финишировал | -     |

### Лёгкая атлетика
Спортсменов — 2
Женщины
| Спортсмен      | Вид            | Квалификация | Квалификация | Финал     | Финал     |
| Спортсмен      | Вид            | Результат    | Место        | Результат | Место     |
| -------------- | -------------- | ------------ | ------------ | --------- | --------- |
| Вера Битани    | Тройной прыжок | 12,82        | 25           | Не прошла | Не прошла |
| Мирела Маньяни | Метание копья  | 55,64        | 24           | Не прошла | Не прошла |

### Стрельба
Спортсменов — 2
После квалификации лучшие спортсмены по очкам проходили в финал, где продолжали с очками, набранными в квалификации.
Женщины
| Спортсмен      | Соревнование                  | Квалификация | Квалификация | Финал                 | Финал                 | Всего                 | Всего                 |
| Спортсмен      | Соревнование                  | Очков        | Место        | Очков                 | Место                 | Очков                 | Место                 |
| -------------- | ----------------------------- | ------------ | ------------ | --------------------- | --------------------- | --------------------- | --------------------- |
| Энкелейда Шеху | Пневматический пистолет, 10 м | 377          | 21           | Не прошла             | Не прошла             | Не прошла             | Не прошла             |
| Энкелейда Шеху | Пистолет, 25 м                | 576          | 15           | Не прошла             | Не прошла             | Не прошла             | Не прошла             |
| Диана Мата     | Пневматический пистолет, 10 м | 363          | 38           | Закончила выступление | Закончила выступление | Закончила выступление | Закончила выступление |
| Диана Мата     | Пистолет, 25 м                | 575          | 20           | Закончила выступление | Закончила выступление | Закончила выступление | Закончила выступление |

### Тяжёлая атлетика
Спортсменов — 1
| Спортсмен    | Категория | Масса | Рывок | Рывок | Рывок | Толчок | Толчок | Толчок | Всего | Место |
| Спортсмен    | Категория | Масса | 1     | 2     | 3     | 1      | 2      | 3      | Всего | Место |
| ------------ | --------- | ----- | ----- | ----- | ----- | ------ | ------ | ------ | ----- | ----- |
| Илирьян Сули | 76 кг     | 75,93 | 137.5 | 142.5 | 147.5 | 170    | 175    | 180    | 322.5 | 14    |